# 漆部伊波
漆部 伊波（ぬりべ の いわ）は、奈良時代の貴族。氏姓は相武国造後裔の漆部直で、のちに相模宿禰へと改姓された。官位は従五位下・尾張守。

## 経歴
天平20年（748年）東大寺大仏殿建立に際して商布2万端を貢進した功労により、従七位上から外従五位下に叙せられる。
淳仁朝では佐渡守・贓贖正を歴任する。また、天平宝字5年（761年）に難波津の交通の要衝である摂津国西成郡美努郷の堀江川添を東大寺から買得しており、伊波の広範な交易活動と東大寺との密接な関係がうかがわれる。
天平宝字8年（764年）に発生した藤原仲麻呂の乱では孝謙上皇側に付き、乱の功労により内位の従五位下に叙せられ、翌天平神護元年（765年）には勲六等の叙勲を受けている。称徳朝では右兵衛佐を務める一方で、大和介・修理次官等を兼ねた。またこの間、神護景雲2年（768年）には漆部直から相模宿禰に改姓し、相模国造となっている。
光仁朝では、宝亀2年（771年）鼓吹正に任ぜられ、宝亀5年（774年）尾張守として地方官に転じた。

## 官歴
『続日本紀』による。
- 時期不詳：従七位上
- 天平20年（748年） 2月22日：外従五位下
- 天平宝字4年（760年） 3月19日：佐渡守
- 天平宝字6年（762年） 4月1日：贓贖正
- 天平宝字8年（764年） 10月7日：従五位下
- 天平神護元年（765年） 正月7日：勲六等。12月25日：右兵衛佐
- 天平神護2年（766年） 12月18日：兼大和介
- 神護景雲2年（768年） 2月3日：漆部直から相模宿禰に改姓、相模国国造。7月17日：兼修理次官
- 神護景雲3年（769年） 6月9日：玄蕃助
- 宝亀2年（771年） 9月16日：鼓吹正
- 宝亀5年（774年） 4月24日：尾張守

## 系譜
- 父：不詳
- 母：不詳
- 生母不明の子女
  - 男子：良弁[4]（689-774）

伊波を『大山縁起絵巻』にて良弁の父親とされる漆屋太郎大夫時忠に比定する意見があるが、伊波と良弁の活動時期は重なっている。